# Eleição municipal de Natal em 2004
A eleição municipal de Natal em 2004 ocorreu em 3 de outubro de 2004. O prefeito era Carlos Eduardo Alves, do PSB, que tentou a reeleição. Carlos Eduardo Alves, do PSB, foi reeleito prefeito de Natal no segundo turno.
Carlos Eduardo Nunes Alves nasceu no Rio de Janeiro no dia 5 de junho de 1959, filho de Agnelo Alves e de Celina Nunes Alves. Seu pai foi prefeito de Natal durante o regime militar, de 1966 a 1969, teve seus direitos políticos cassados por dez anos. Foi ainda senador pelo Rio Grande do Norte de agosto de 1999 a dezembro de 2000, e novamente prefeito de Parnamirim (RN) entre 2001 e 2009. Seu tio, Aluísio Alves, foi governador do Rio Grande do Norte (1961-1966), além de deputado federal e ministro de Estado, e seu primo, Garibaldi Alves, foi também governador potiguar (1995-2002) e senador. Outro primo que se destacou na vida política foi Henrique Eduardo Alves, deputado federal pelo Rio Grande do Norte.
Carlos Eduardo mudou-se do Rio de Janeiro com a família, para Natal (RN), aos dois anos de idade e retornou ao Rio de Janeiro para cursar a Faculdade de Direito na Universidade Católica Santa Úrsula. Recém formado, voltou para Natal, onde iniciou sua atuação na vida pública, em 1986, quando foi eleito deputado estadual pelo Rio Grande do Norte na legenda do Partido do Movimento Democrático Brasileiro (PMDB). Tomou posse do mandato em fevereiro de 1987 e reelegeu-se no pleito de 1990, feito que repetiu no pleito de 1994. Em 1996, na gestão de seu primo, Garibaldi Alves, Carlos Eduardo assumiu a Secretaria Estadual do Interior, da Justiça e da Cidadania, à frente da qual atuou na implementação das Centrais do Cidadão, com o objetivo de tornar mais eficiente o serviço de público, e na reforma do sistema penitenciário do Rio Grande do Norte.
No pleito de 1998, Carlos Eduardo reelegeu-se para o seu quarto mandato consecutivo na Assembléia Legislativa do Rio Grande do Norte. Nas eleições municipais de 2000 para a prefeitura de Natal, integrou a chapa da candidata Wilma Maria de Faria Meira, do Partido Socialista Brasileiro (PSB), como vice-prefeito. Com a vitória de sua chapa, Carlos Eduardo deixou a Assembleia Legislativa Estadual e a Secretaria de Estado, ainda em 2000, e foi empossado no cargo de vice-prefeito de Natal, em janeiro de 2001.  Neste mesmo ano, desligou-se do PMDB e filiou-se ao PSB.
Em abril de 2002, assumiu a prefeitura de Natal após a renúncia da prefeita Wilma de Faria para concorrer ao governo do estado nas eleições de outubro daquele ano.
Nas eleições municipais de 2004, candidatou-se à prefeitura de Natal na legenda do PSB e disputou o segundo turno com Luis Almir Figueira Magalhães, do Partido da Social Democracia Brasileira (PSDB). Carlos Eduardo venceu o segundo turno com 51,92% dos votos válidos, e assumiu o novo mandato em janeiro de 2005. Dentre as principais realizações da sua administração, destacaram-se a implantação do Serviço de Atendimento Móvel de Urgência (SAMU), a atualização e modernização da legislação urbanística da cidade, e a construção do aterro sanitário em Natal.

## Candidatos
|  | Nº | Candidato(a) a prefeito | Candidato(a) a prefeito                               | Candidato(a) a vice-prefeito | Candidato(a) a vice-prefeito                                          | Coligação |
|  | -- | ----------------------- | ----------------------------------------------------- | ---------------------------- | --------------------------------------------------------------------- | --- |
|  | 13 |                         | Fátima Bezerra (PT) Maria de Fátima Bezerra           |                              | Adelmaro (PT) Adelmaro Cavalcanti Cunha Junior                        | Frente Popular de Natal - Partido dos Trabalhadores (PT) - Partido Comunista Brasileiro (PCB) - Partido Trabalhista do Brasil (PTdoB) |
|  | 16 |                         | Dário Barbosa (PSTU) Dário Barbosa de Melo            |                              | Simone Dutra (PSTU) Verônica Simone Dutra Veras                       | Sem coligação - Partido Socialista dos Trabalhadores Unificado (PSTU) |
|  | 25 |                         | Ney Lopes (PFL) Ney Lopes de Souza                    |                              | Sonali Rosado (PFL) Sonali Rosado Cascudo Rodrigues Nelson dos Santos | Vontade do Povo - Partido da Frente Liberal (PFL) - Partido dos Aposentados da Nação (PAN) |
|  | 31 |                         | Leandro Prudêncio (PHS) Leandro Carlos Prudêncio      |                              | Bira Capistrano (PHS) Ubirajara Capistrano Neto                       | Sem coligação - Partido Humanista da Solidariedade (PHS) |
|  | 36 |                         | Sargento Miguel Mossoró (PTC) Miguel Joaquim da Silva |                              | Cabo Costa (PTC) Clóvis Ferreira da Costa                             | Sem coligação - Partido Trabalhista Cristão (PTC) |
|  | 40 |                         | Carlos Eduardo Alves (PSB) Carlos Eduardo Nunes Alves |                              | Micarla de Sousa (PP) Micarla Araújo de Sousa Weber                   | Vitória do Povo - Partido Socialista Brasileiro (PSB) - Partido Progressista (Brasil) (PP) - Partido Democrático Trabalhista (PDT) - Partido Trabalhista Brasileiro (PTB) - Partido Trabalhista Nacional (PTN) - Partido Social Cristão (PSC) - Partido Liberal (PL) - Partido Popular Socialista (PPS) - Partido da Social Democrata Cristão (PSDC) - Partido da Mobilização Nacional (PMN) - Partido Verde (PV) - Partido Republicano Progressista (PRP) - Partido Comunista do Brasil (PCdoB) |
|  | 45 |                         | Luiz Almir (PSDB) Luiz Almir Filgueiras Magalhães     |                              | Luiz Eduardo Carneiro (PMDB) Luiz Eduardo Carneiro Costa              | Unidade Popular - Partido da Social Democracia Brasileira (PSDB) - Partido do Movimento Democrático Brasileiro (PMDB) |

## Resultado da eleição para prefeito
| Candidato(a)                  | Vice                         | 1º Turno 3 de outubro de 2004 | 1º Turno 3 de outubro de 2004 | 2º Turno 31 de outubro de 2004 | 2º Turno 31 de outubro de 2004 |
| Candidato(a)                  | Vice                         | Votação                       | Votação                       | Votação                        | Votação                        |
| Candidato(a)                  | Vice                         | Total                         | Porcentagem                   | Total                          | Porcentagem                    |
| ----------------------------- | ---------------------------- | ----------------------------- | ----------------------------- | ------------------------------ | ------------------------------ |
| Carlos Eduardo Alves (PSB)    | Micarla de Sousa (PP)        | 137.664                       | 37,30%                        | 192.513                        | 51,92%                         |
| Luiz Almir (PSDB)             | Luiz Eduardo Carneiro (PMDB) | 112.403                       | 30,46%                        | 178.249                        | 48,08%                         |
| Sargento Miguel Mossoró (PTC) | Cabo Costa (PTC)             | 67.065                        | 18,17%                        | Não participaram               | Não participaram               |
| Fátima Bezerra (PT)           | Adelmaro Cavalcanti (PT)     | 27.331                        | 7,41%                         | Não participaram               | Não participaram               |
| Ney Lopes (PFL)               | Sonali Rosado (PFL)          | 21.115                        | 5,72%                         | Não participaram               | Não participaram               |
| Dário Barbosa (PSTU)          | Simone Dutra (PSTU)          | 2.702                         | 0,73%                         | Não participaram               | Não participaram               |
| Leandro Prudêncio (PHS)       | Bira Capistrano (PHS)        | 760                           | 0,21%                         | Não participaram               | Não participaram               |
| Total de votos válidos        | Total de votos válidos       | 369.040                       | 100,00%                       | 370.762                        | 100,00%                        |
| Votos apurados                |                              |                               |                               |                                |                                |
| Votos válidos                 | Votos válidos                | 369.040                       | 92,76%                        | 370.762                        | 94,15%                         |
| Votos em branco               | Votos em branco              | 7.626                         | 1,92%                         | 4.297                          | 1,09%                          |
| Votos nulos                   | Votos nulos                  | 21.182                        | 5,32%                         | 18.738                         | 4,76%                          |
| Total de votos apurados       | Total de votos apurados      | 397.848                       | 100,00%                       | 393.797                        | 100,00%                        |
| Eleitores                     |                              |                               |                               |                                |                                |
| Comparecimento                | Comparecimento               | 397.848                       | 85,26%                        | 393.797                        | 84,39%                         |
| Abstenções                    | Abstenções                   | 68.778                        | 14,74%                        | 72.829                         | 15,61%                         |
| Total de eleitores            | Total de eleitores           | 466.626                       | 100,00%                       | 466.626                        | 100,00%                        |